# 纹身蛙鳚
纹身蛙鳚（学名：Istiblennius lineatus），又名狗鰷，为鳚科蛙鳚属的鱼类，分布于非洲东岸、红海、东至土阿莫土群岛、南至澳大利亚昆士兰、北至日本冲绳岛、台湾岛以及西沙群岛等，深度0至3公尺，本魚體長橢圓形，稍側扁，頭鈍短，雄魚頭頂具冠膜，雌魚無，鼻鬚、眼上具觸鬚，無頸鬚，上唇具鋸齒緣，下唇平滑，齒小而可動，體淺黃色至白色，側面有約5條雙條紋，側面有狹窄的灰色至黑色線條，這些線條在身體後部部分解成斑點，頭部有深色垂直線條，柔軟的背鰭上有深色線紋，背鰭硬棘13-14枚、背鰭軟條22-25枚、臀鰭硬棘2枚、臀鰭軟條23-25枚，體長可達15公分，棲息在沿岸潮間帶礁石潮池，以藻類、碎屑和小型無脊椎動物為食，可做為觀賞魚。该物种的模式产地在爪哇。
其种加词“Lineatus”意为“有线纹的”。